# Oughtibridge
Oughtibridge är en ort i Sheffield i Storbritannien. Den ligger i grevskapet South Yorkshire och riksdelen England, i den sydöstra delen av landet, 230 km norr om huvudstaden London. Oughtibridge ligger 98 meter över havet och antalet invånare är 3 299.
Terrängen runt Oughtibridge är kuperad åt sydväst, men åt nordost är den platt. Oughtibridge ligger nere i en dal. Runt Oughtibridge är det mycket tätbefolkat, med 1 361 invånare per kvadratkilometer. Närmaste större samhälle är Sheffield, 7,6 km sydost om Oughtibridge. Runt Oughtibridge är det i huvudsak tätbebyggt.